# Etō Shimpei

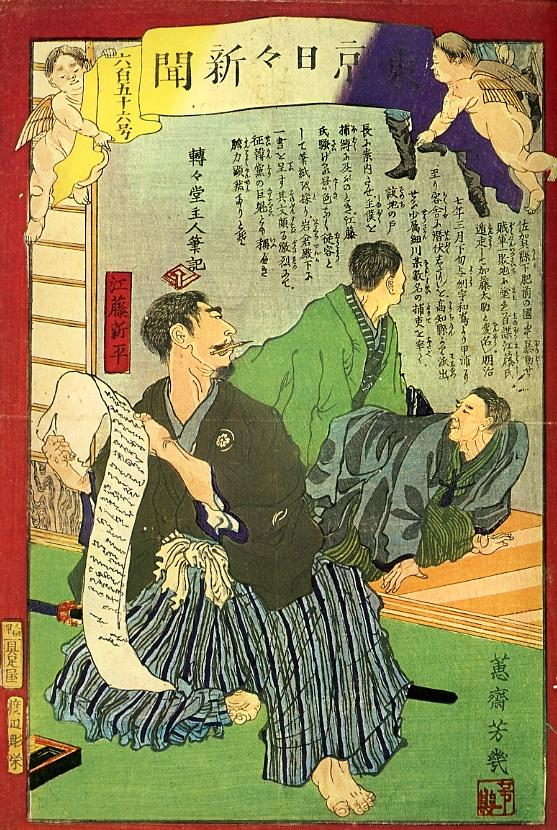
Eto Shimpei durant la rebel·lió de Saga (Tokyo Nichi Nichi Shimbun, Utagawa Yoshiiku, 1874)

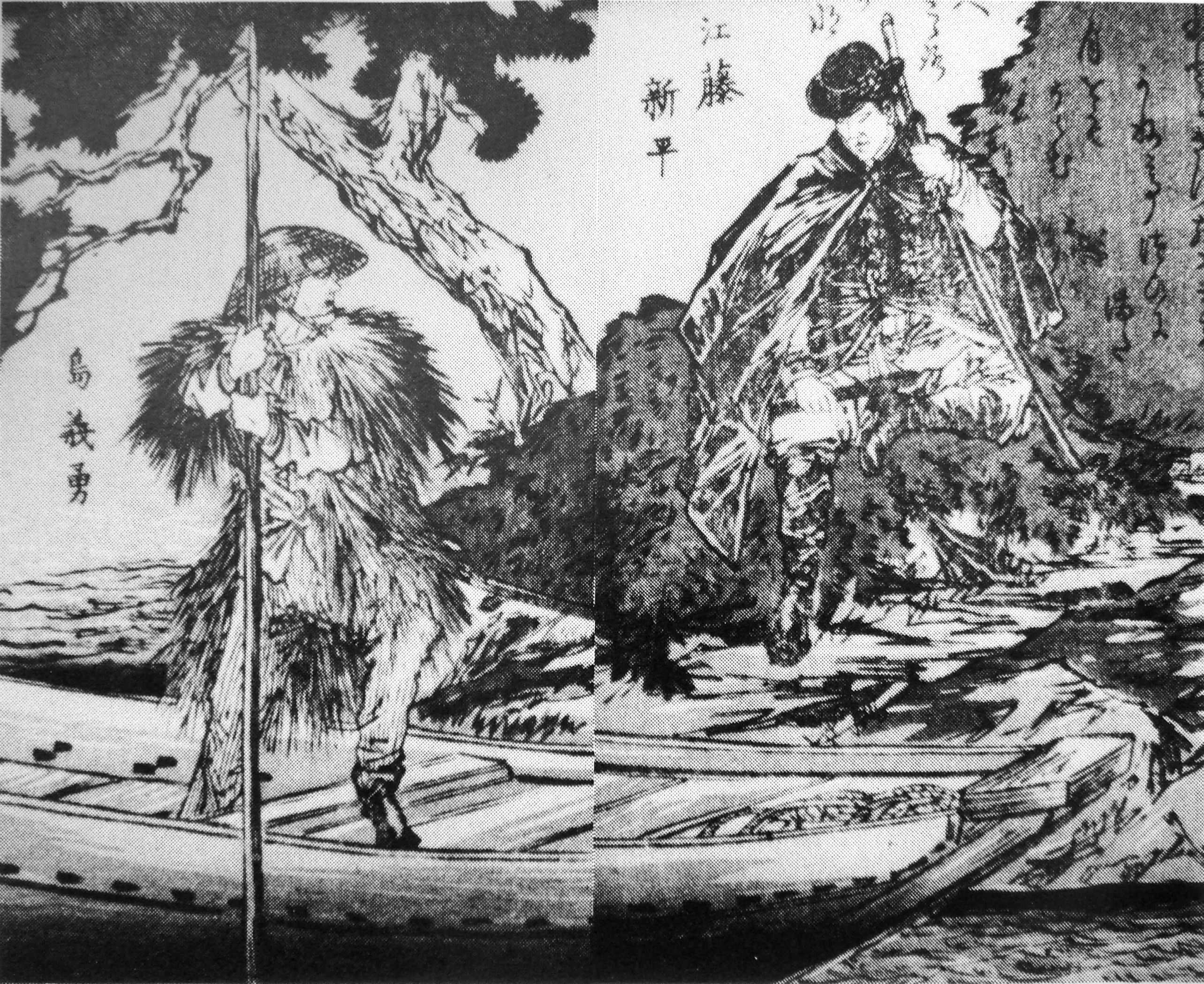
Yoshitake Eto Shimpei i Shima com a fugitius 1874

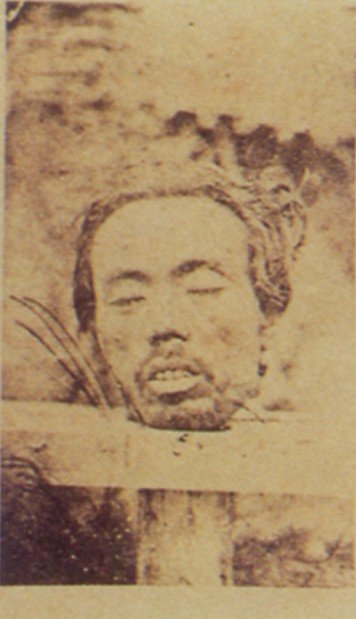
Cap d'Eto'o Shimpei

En aquest nom japonès, el cognom és Etō.
Etō Shimpei (江藤新平, 18 de març de 1834 - 13 d'abril de 1874),fou un polític japonès a principis del període Meiji, recordat sobretot pel seu paper en la fracassada Rebel·lió Saga.

## Vida primerenca i buròcrata Meiji
Eto va néixer en una família samurai pobre i de baix rang a Yae, Província de Hizen (actual Saga, Prefectura de Saga). Vivia prop de la casa de Sagara Chian (Tomoyasu), que també va tenir un paper influent en el Japó Meiji. En 1848 Eto va entrar a l'escola del clan Nabeshima i aviat va cridar l'atenció com a jove talentós, però després que el seu pare perdés la feina, va continuar els seus estudis en una escola privada dirigida per Edayoshi Shinyo, un partidari ardent dels Estudis Nacionals (Kokugaku). Juntament amb altres ambiciosos joves samurai com Okuma Shigenobu, Soejima Taneomi, Ōki Takatō, Shima Yoshitake, Eto es va unir a la Gizai-Domei ("Lliga Cerimonial ") establerta per Edayoshi en 1850. Tres anys més tard va escriure un article (zukai saku), en què propagà l'obertura del Japó i una sèrie de plans per guanyar força econòmica i militar. Després del seu matrimoni (1857), va treballar per al domini de Saga.
Durant la Guerra Boshin per enderrocar el shogunat Tokugawa, va servir com a general en l'exèrcit imperial.
Després de la Restauració Meiji, Eto va ser designat per a diversos llocs, incloent el de Ministre de Justícia en 1872, i va ser responsable de la redacció de primer Codi Penal modern, el Kaitei Ritsurei). En 1873, es va convertir en sangi (conseller) al Daijō-kan, però va renunciar el mateix any, després que la proposta Seikanron de Saigo Takamori per envair Corea fos rebutjada.

## Agitador i rebel anti-governamental
Després de renunciar al govern, Eto va tornar a casa, en la seva Saga natal, i va reunir un grup d'antics samurais que estaven descontents amb el règim polític imperant. Va formar l'Aikoku Koto partit polític que criticava el Govern i va demanar la formació d'una assemblea nacional. En rebre poc suport, va recórrer llavors a la insurrecció armada (la Rebel·lió Saga). Va aplegar uns 3.000 seguidors, va atacar un banc local de fons, i va prendre les oficines governamentals. La revolta va ser ràpidament reprimida per les forces governamentals de Toshimichi Ōkubo i Eto, juntament amb altres 13 líders, va ser executat. Llavors els seus caps van ser exhibits en públic. Va ser l'última sanció al Japó.